# Lapporten

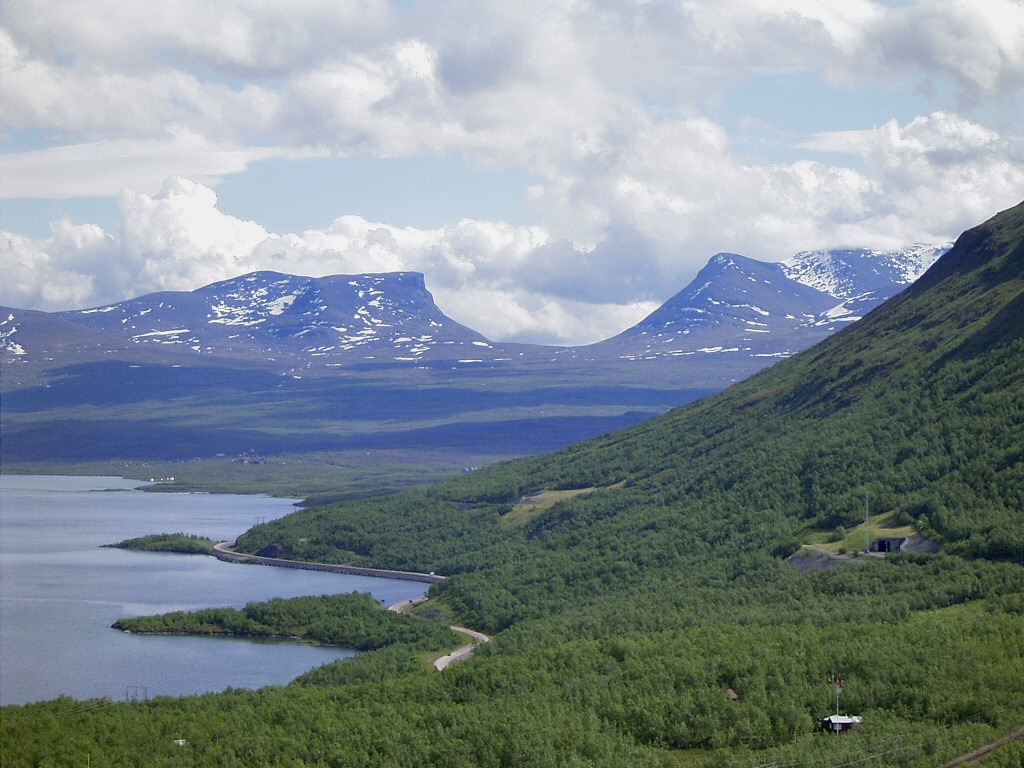
Lapporten no verão

O Passo de Lapporten (em sueco: Lapporten, "Porta da Lapónia"; em lapônico setentrional: Čuonjávággi) é um vale em forma de U, situado no Parque nacional de Abisko, na província da Lapónia, no norte da Suécia.
Localizado no município de Kiruna, o vale é limitado a nordeste pela montanha Tjuonatjåkka e a sudoeste pela serra de Nissuntjårro. No seu interior, fica o lago Čuonjájávri (950 metros acima do nível do mar).

## Imagens de Lapporten

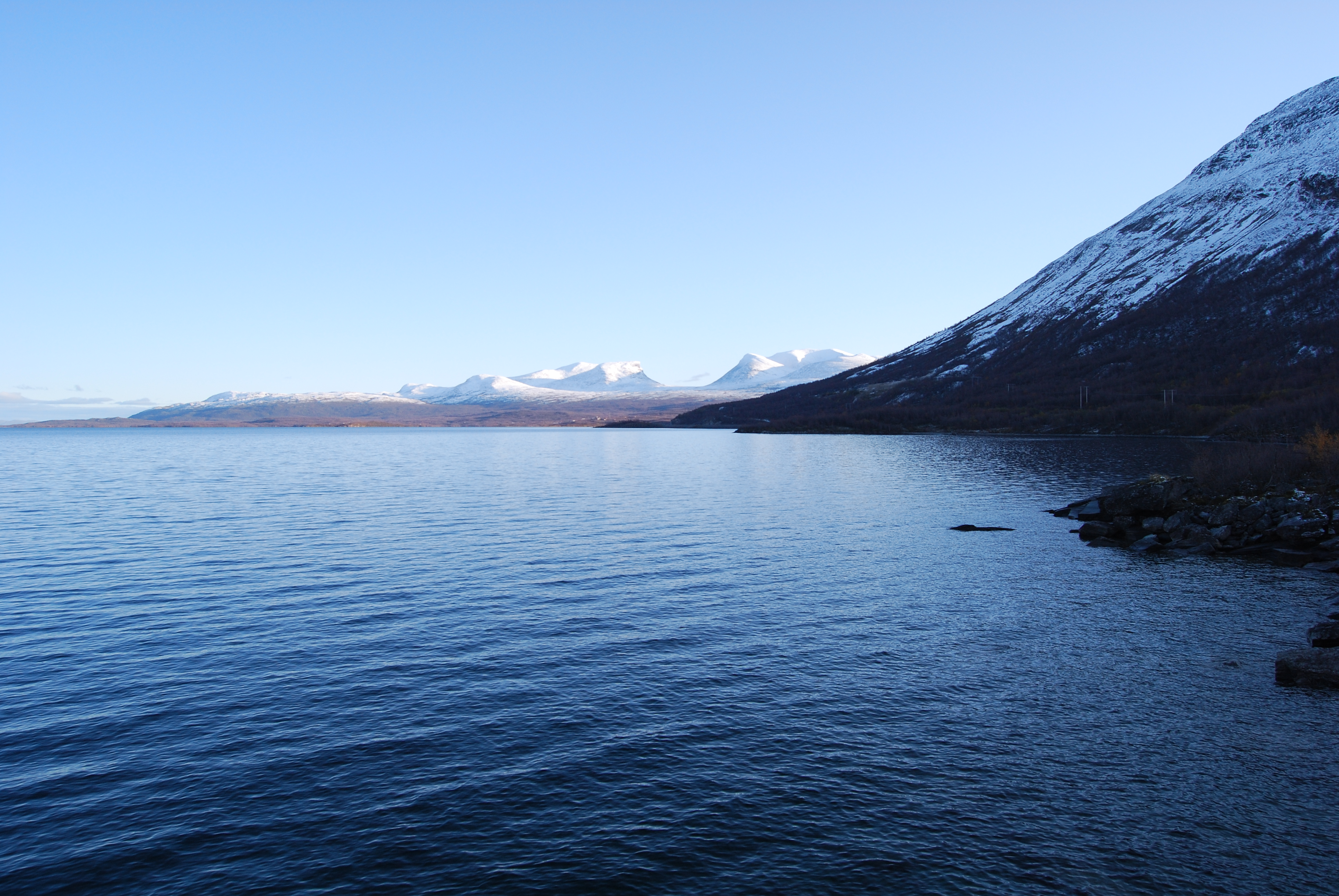
Lapporten no outono
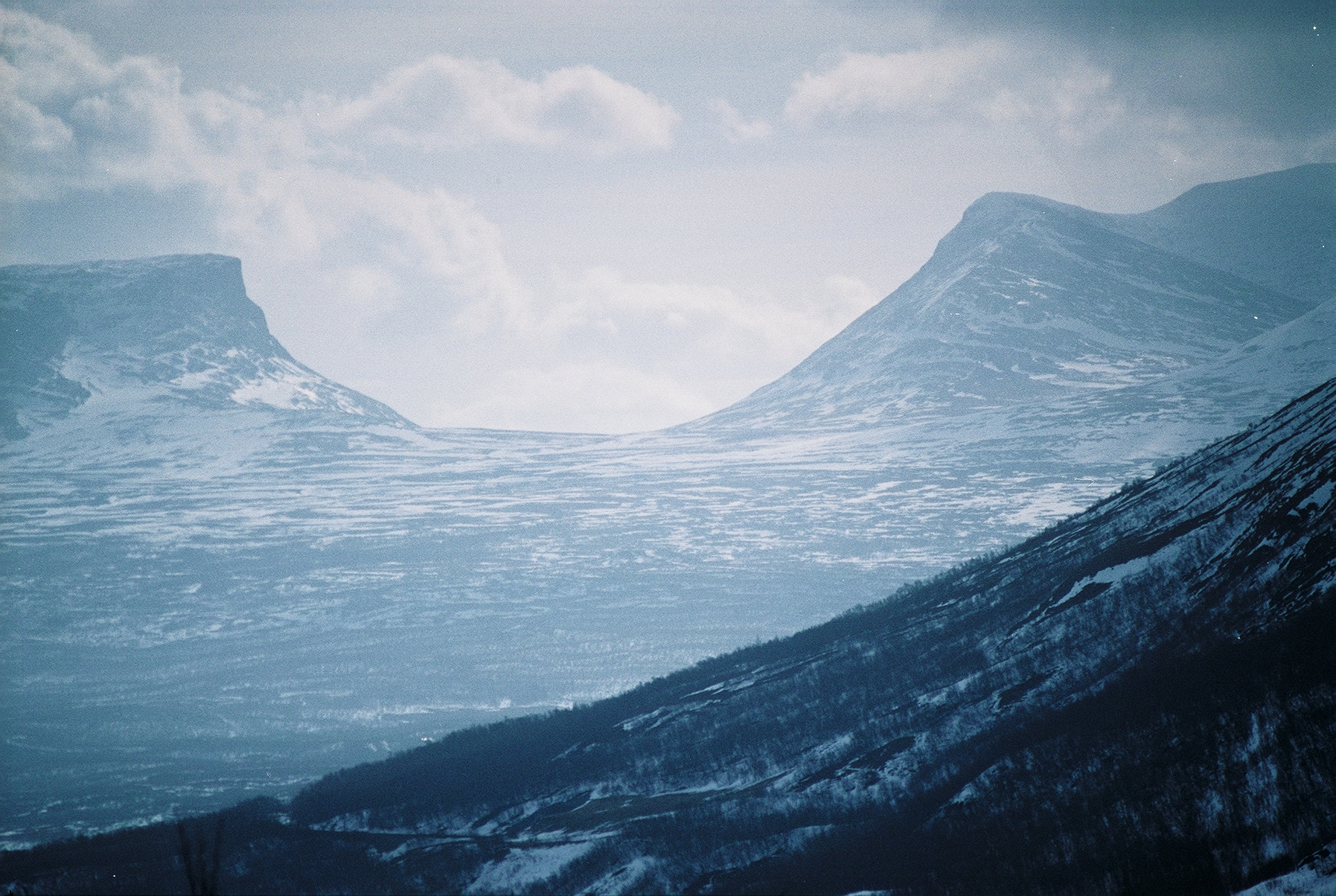
Lapporten na primavera
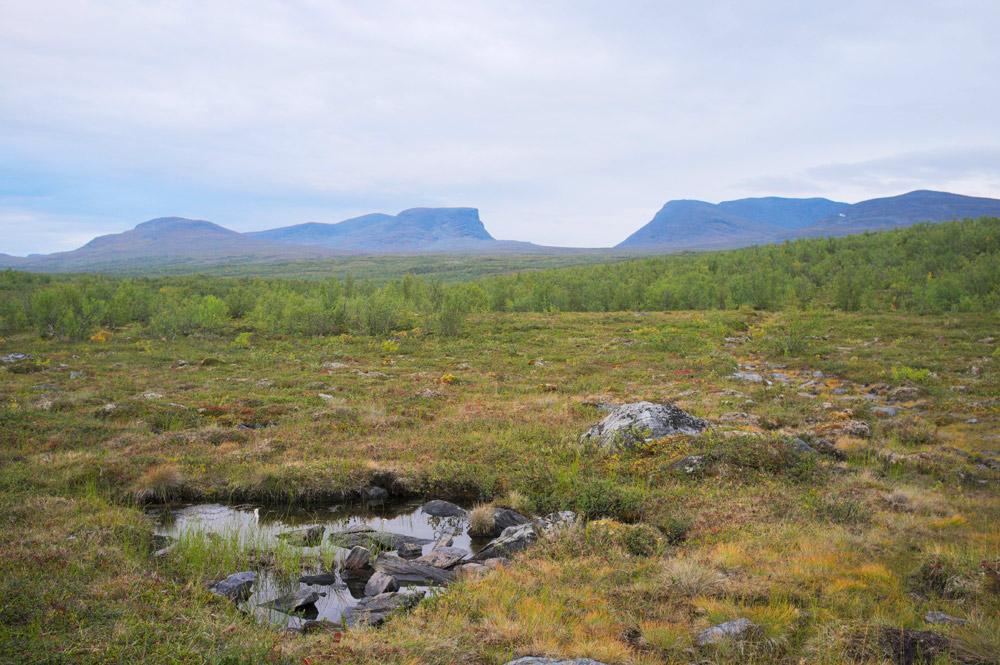
Lapporten no verão
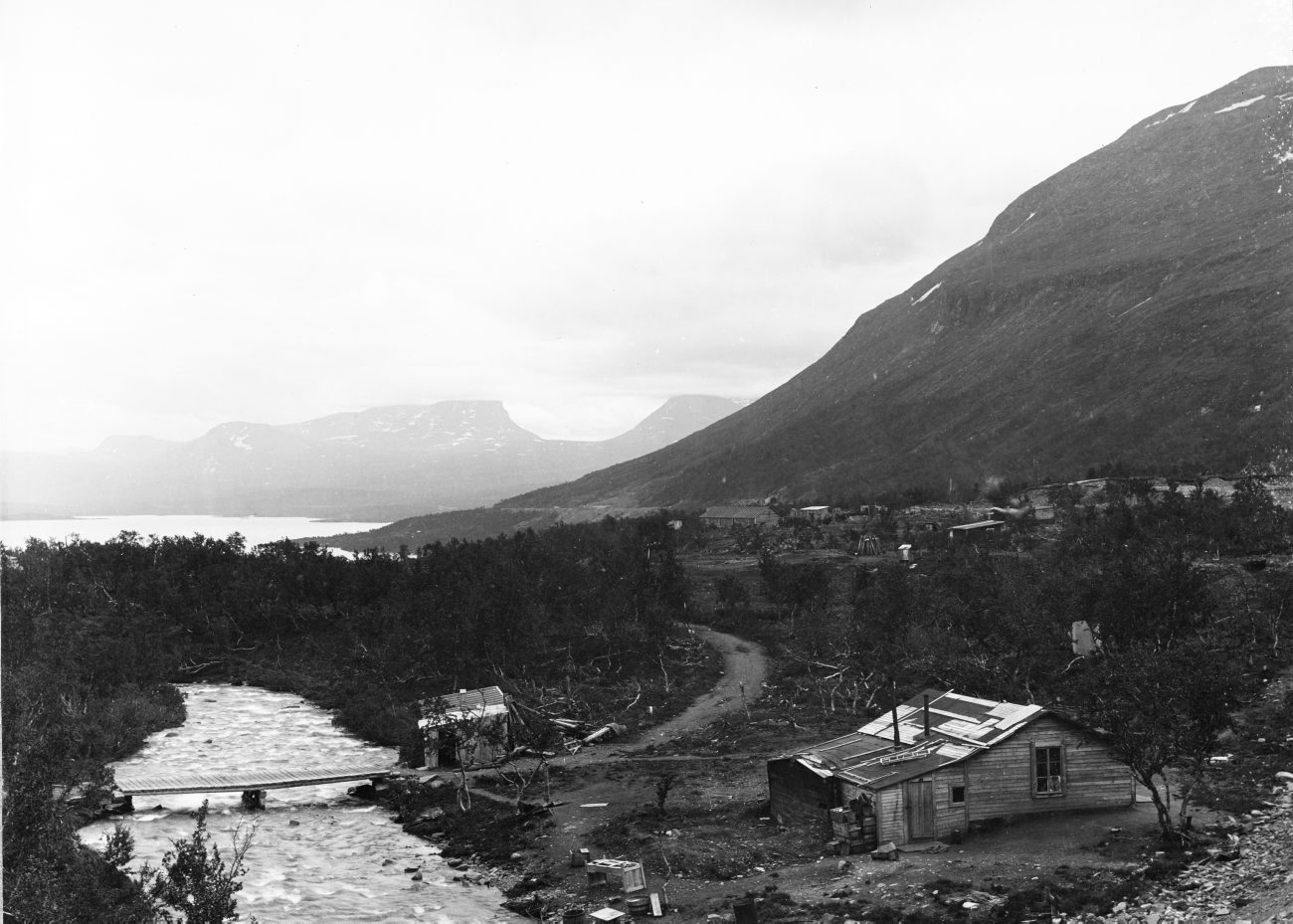
Vista do lago Torne, com Lapporten ao fundo